# Malacoctenus costaricanus
Malacoctenus costaricanus är en fiskart som beskrevs av Springer, 1959. Malacoctenus costaricanus ingår i släktet Malacoctenus och familjen Labrisomidae. IUCN kategoriserar arten globalt som otillräckligt studerad. Inga underarter finns listade i Catalogue of Life.